# آرلن لوپز
آرلن لوپز (متولد ۲۱ فوریه ۱۹۹۳) یک بوکسور کوبایی است. او مدال طلا در مسابقات میان وزن مردان در المپیک تابستانی ۲۰۱۶ را به دست آورد.